# Miguel Ricardo de Álava
Miguel Ricardo de Álava y Esquível, Ordem de Santiago, Ordem de Carlos III, KCB, MWO (Vitoria-Gasteiz, 7 de fevereiro de 1772 — Barèges, 14 de julho de 1843) foi um general e estadista espanhol. Álava detém a distinção de ter estado presente nas batalhas de Trafalgar e Waterloo, lutando contra os britânicos na primeira e com eles na segunda. Álava serviu como ajudante-de-campo naval durante o período da aliança da Espanha com a França, mas mudou de lado após a invasão de sua terra natal por Napoleão Bonaparte, em 1808. Mais tarde, juntou-se ao Exército penínsular de Wellington como adido militar, acabou se tornando um dos melhores e mais próximos companheiros do Duque. Desempenhou um papel crucial na batalha de Vitória e esteve presente na batalha do Buçaco, onde foi promovido a brigadeiro. Fazendo parte da equipe de Wellington, Álava esteve próximo ao duque durante a batalha de Waterloo. Contudo, apesar de estarem no meio da ação, tanto Wellington quanto Álava sobreviveram às dez horas de combate, sem nenhum arranhão, com o duque declarando a seu amigo: 'A mão de Deus Todo-Poderoso esteve sobre mim neste dia'.

## Guerra da Terceira Coligação
Álava serviu inicialmente na Marinha, e chegou a ser capitão de uma fragata, quando se transferiu para o exército, recebendo a patente militar correspondente. Esteve presente como fuzileiro naval na batalha de Trafalgar, a bordo do navio-almirante de seu tio, almirante Ignacio Álava.

## Guerra Peninsular
Na política, seguiu um curso muito tortuoso. Na assembleia de Bayonne, em 1808, foi um dos mais proeminentes dos que aceitaram a nova Constituição de José Bonaparte como Rei da Espanha. Após a revolta nacional contra a agressão francesa, e a derrota do general Dupont em Bailén, em 1808, Álava se juntou ao partido da independência nacional, que lutava na aliança com os ingleses. No final de janeiro de 1810 foi enviado para Portugal, a fim de comunicar a Wellington a difícil situação militar em que se encontravam perante os franceses. Durante essa estadia, criou-se uma profunda amizade entre Wellington e Álava, chegando ao ponto do duque convidá-lo para permanecer como delegado das reuniões espanholas nas unidades britânicas, participando em conjunto de diversas operações cruciais, como da batalha de Talavera e uma do Buçaco, graças a que foi promovido a brigadeiro por recomendação expressa de Wellington. Arthur Wellesley nomeou Álava para comandar as tropas contra a cidade de Ciudad Rodrigo, até então em posse dos franceses, obtendo a vitória pouco depois, em janeiro de 1812, que resultou na sua promoção a marechal de campo em 31 de janeiro do mesmo ano.

## Cem Dias
Antes do fim da Guerra Peninsular, Álava tinha atingido a patente de brigadeiro-general. Na restauração de Fernando ao trono espanhol, Álava foi lançado na prisão, mas a influência de seu tio Ethenard, o Inquisidor, e de Wellington garantiram a sua rápida libertação. Logo conquistou a admiração do rei, que o nomeou embaixador em Haia, em 1815. Esteve, portanto, presente na batalha de Waterloo fazendo parte da equipe de Wellington. Provavelmente foi o único homem que participou das batalhas de Waterloo e Trafalgar. Quatro anos depois, foi reconvocado, devido, diz-se, à sua marcante bondade demonstrada a seus conterrâneos desterrados.

## Política e diplomacia

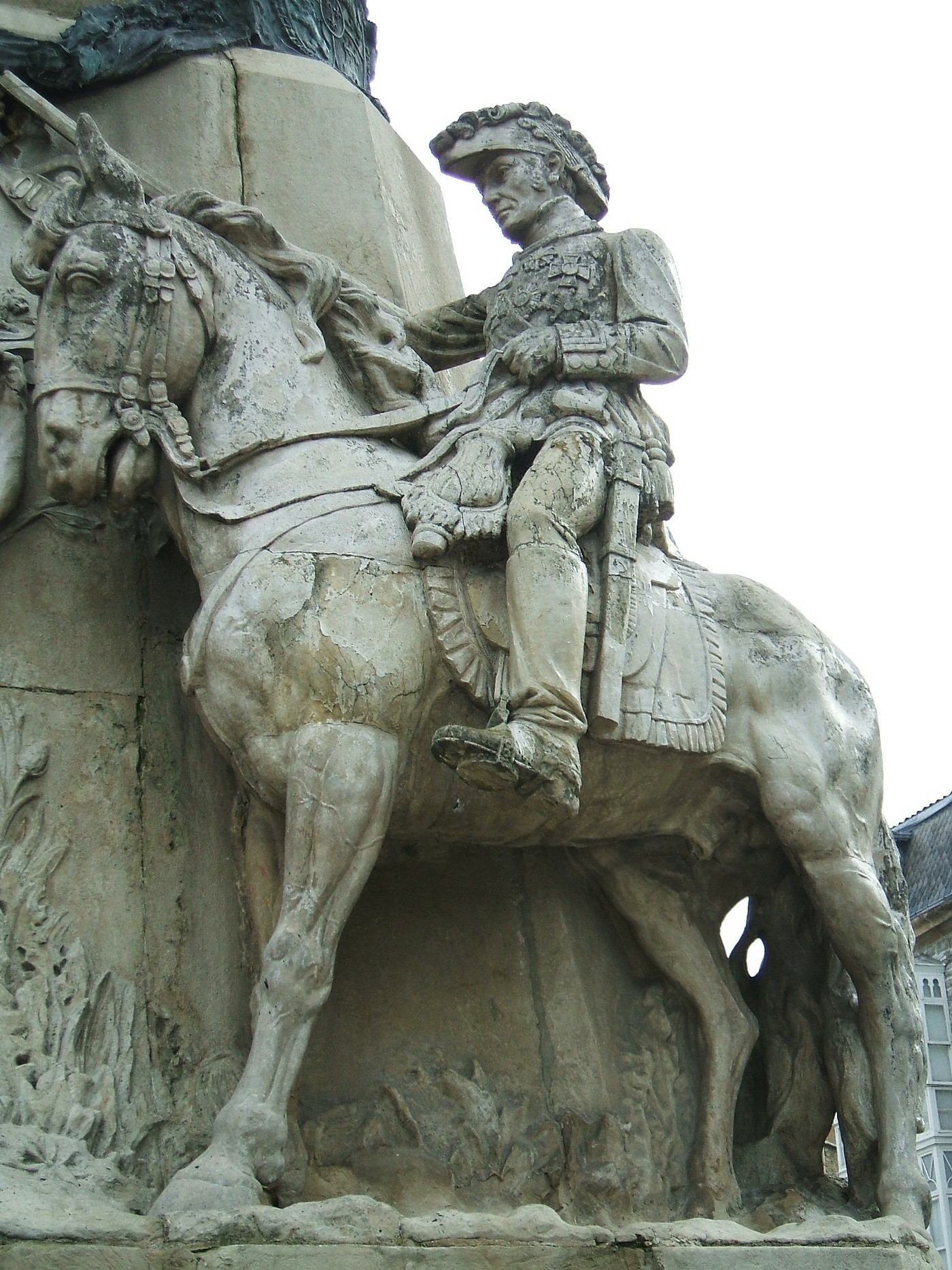
Estátua equestre do general Álava no monumento à batalha de Vitória, Vitoria-Gasteiz

Durante a revolução de 1820-1823, Álava foi escolhido, pela província de Álava, para representá-la nas Cortes Generales, onde se destacou no partido dos Exaltados, e em 1822, foi eleito seu presidente. No último ano, lutou com as milícias sob o comando de Francisco Ballesteros e Pablo Morillo para manter a autoridade das Cortes Generales contra os rebeldes. Quando os franceses atacaram Cádis, Álava foi designado pelas Cortes para tratar com o Duque de Angoulême, e as negociações resultaram na restauração de Fernando ao trono espanhol, que se comprometeu com uma política liberal. Assim que Fernando recuperou o poder, entretanto, desvinculou-se de suas promessas, e Álava achou necessário retirar-se inicialmente para Gibraltar e depois para a Inglaterra. Lá, recebeu para morar uma mansão do Duque de Wellington, em Hampshire (Stratfield Saye House), que o apresentou ao seu banco Coutts: "Este é meu amigo, e enquanto eu tiver algum dinheiro em sua casa, deixe-o fazer qualquer movimentação financeira que ele achar necessária".
Com a morte de Fernando, Álava retornou à Espanha, e defendendo a causa de Maria Cristina contra Dom Carlos, foi nomeado embaixador em Londres, em 1834, e em Paris, em 1835. Indicado para ocupar o cargo de primeiro-ministro, em setembro de 1835, rejeitou sua nomeação. Após a insurreição de La Granja de San Ildefonso, se recusou a assinar a Constituição de 1837, declarando-se cansado de fazer novos juramentos, e foi, portanto, obrigado a retirar-se para a França, onde morreu em Barèges, em 1843.
Frequentes e honrosas menções a Álava são feitas na History of the Peninsular War de William Francis Patrick Napier, e seu nome é geralmente encontrado na biografia do Duque de Wellington e em sua correspondência.